# Azarytchy
Azarytchy (en biélorusse : Азарычы ; en łacinka : Azaryčy) ou Ozaritchi (en russe : Озаричи) est une commune urbaine de la voblast de Homiel ou oblast de Gomel, en Biélorussie. Sa population s'élevait à 1 140 habitants en 2017.

## Géographie
Azarytchy se trouve à 49 km au nord de Mazyr, à 118 km à l'ouest de Gomel et à 197 km au sud-est de Minsk.

## Histoire
Azarytchy est mentionné pour la première fois au XVIe siècle comme village du powiat de Mazyr, dans la voïvodie de Minsk du grand-duché de Lituanie. Une église en bois de rite catholique grec y fut édifiée en 1762. Le roi Stanislas II de Pologne lui octroya des privilèges urbains et le droit de tenir deux foires annuelles en 1786. À la suite de la deuxième partition de la Pologne, en 1793, Azarytchy fut intégrée à l'Empire russe. Un moulin hydraulique fut mis en service en 1859. Une école publique fut ouverte en 1889, puis un lycée en 1912. Après la Première Guerre mondiale, le village fut pris par l'armée polonaise le 5 mars 1920 puis par l'Armée rouge le 3 juillet 1920. Le village fut un centre administratif de raïon de 1925 à 1960. En 1929 fut mis en place le kolkhoze « Octobre rouge ». Azarytchy fit partie de l'oblast de Polésie à partir du 20 février 1938. Selon le recensement de 1939, 47 % de la population totale était juive. Pendant la Seconde Guerre mondiale, Azarytchy fut occupée par l'Allemagne nazie de novembre 1941 au 30 janvier 1944. Pendant l'occupation, trois camps de prisonniers y furent établis par les nazis, où périrent 16 500 personnes,,,. Azarytchy fut rattaché à l'oblast de Gomel le 8 janvier 1954 et accéda au statut de commune urbaine le 17 novembre 1959. L'année suivante, elle fut rattachée au raïon de Kalinkavitchy.

## Population
Recensements (*) ou estimations de la population :
| 1897* | 1923* | 1926* | 1940  | 1959* | 1970* | 1979* |
| ----- | ----- | ----- | ----- | ----- | ----- | ----- |
| 1 138 | 1 166 | 1 667 | 1 265 | 1 799 | 1 926 | 1 840 |

| 1989* | 1999* | 2009* | 2014  | 2015  | 2016  | 2017  |
| ----- | ----- | ----- | ----- | ----- | ----- | ----- |
| 1 507 | 1 500 | 1 340 | 1 213 | 1 199 | 1 159 | 1 140 |